# کریس لیندبرگ
کریس لیندبرگ (انگلیسی: Chris Lindberg؛ زادهٔ ۱۶ آوریل ۱۹۶۷) بازیکن هاکی روی یخ اهل کانادا است.
از باشگاه‌هایی که در آن بازی کرده‌است می‌توان به کلگری فلیمس اشاره کرد.